# Eugène Ionesco
Eugène Ionesco, egentligen Eugen Ionescu, född 26 november 1909 i Slatina i Rumänien, död 28 mars 1994 i Paris i Frankrike, var en rumänsk-fransk dramatiker. 1970 valdes han in i Franska akademien.

## Biografi
Ionescos föräldrar skilde sig 1927 varefter han bodde med sin far i Bukarest. Han studerade vid universitetet och blev fransklärare. 1938 kom han till Frankrike. Under kriget bodde han i Marseille. Efter kriget flyttade han till Paris och blev fransk medborgare 1950.
1948 påbörjade han sin första pjäs, La Cantatrice chauve (Den skalliga primadonnan), vilken sattes upp 1950. Vid sidan av Samuel Beckett och Arthur Adamov blev Ionesco en företrädare för 1950-talets nya teaterform absurdismen. 
Ionesco utgår i sitt författarskap från att den mänskliga tillvaron är i grunden orimlig och att språket som meddelelsemedel också är absurt. Handlingen och dialogen i hans skådespel är nonsenspräglade, verklighetens orsakssammanhang och logikens lagar har upphävts. Bakom en grotesk komik finns ångest och dödsmedvetande. 
Hans pjäser blandar ofta rent vardagliga situationer med overkliga, drömliknande inslag. Bland hans pjäser återfinns förutom Den skalliga primadonnan också Stolarna, Lektionen och Noshörningen.
Sedan den 16 februari 1957 har pjäserna Den skalliga primadonnan och Lektionen (La Leçon) spelats varje dag på teatern La Huchette i Paris.
I förordet till den tredje upplagan av Anthologie de l'humour noir (1966) berättade André Breton att han avstått från att utöka antologin med ytterligare bidrag sedan förra upplagan 1950, men hade han gjort det skulle något av Ionesco hört dit.
Efter sin död efterträddes han på stol 6 i Franska akademien av Marc Fumaroli.
Anne Wiazemsky skildrar i sin självbiografiska roman Ett avgörande år hur Ionesco gör rasistiska utfall mot en västindisk läkare under Avignonfestivalen 1967.

## Utgivet på svenska
- Tre pjäser (översättning Ebbe Linde, Bonnier, 1961) [Innehåll: Den skalliga förtrollerskan (La cantatrice chauve), Stolarna (Les chaises), Amédée (Amédée, ou Comment s'en debarasser?)]
- Noshörningen (Le rhinocéros) (översättning Ebbe Linde, Bonnier, 1961)
- Enstöringen (Le solitaire) (översättning Tora Nordström-Bonnier) (Bonnier, 1975)
- Den skalliga primadonnan: antipjäs eller en protest mot teatern (La cantatrice chauve) (Ebbe Lindes översättning förkortad och arrangerad i 6 scener med kommentarer av Margreta Söderwall, Natur och kultur, 1982)
- Gnistor (Sclipiri) (översättning Dan Shafran, Ellerström, 2006)

## Otryckta pjäsöversättningar
(manuskript på Musik- och teaterbiblioteket, Stockholm)
- Duo i vanvett (Delire a deux) (översättning Gun och Nils A. Bengtsson för Sveriges radio 1960-tal)
- Lektionen (La leçon) (översättning Mary Mandelin för TV-teatern 1966) (översättningen reviderad av Magnus Florin för Kungliga Dramatiska Teatern 1996)
- Den nya hyresgästen: pjäs i en akt (Le nouveau locataire) (översättning Mary Mandelin för Sveriges radio 1966)
- Kungen dör (Le roi se meurt) (översättning Eyvind Johnson, radioarrangemang Per Gunnar Evander för Radioteatern 1967)
- Mellan himmel och jord (Ionescoberättelser bearbetade av Staffan Westerberg för Stockholms stadsteater 1973)